# Hubert N. Alyea
Hubert Newcombe Alyea (Clifton, 1903 – Hightstown, 26 de octubre de 1996) fue un químico y profesor estadounidense. Profesor en la Universidad de Princeton, universidad donde también se doctoró, fue conocido por sus métodos didácticos y divulgativos aplicados al campo de la enseñanza de la ciencia.